# Yi Zhongtian

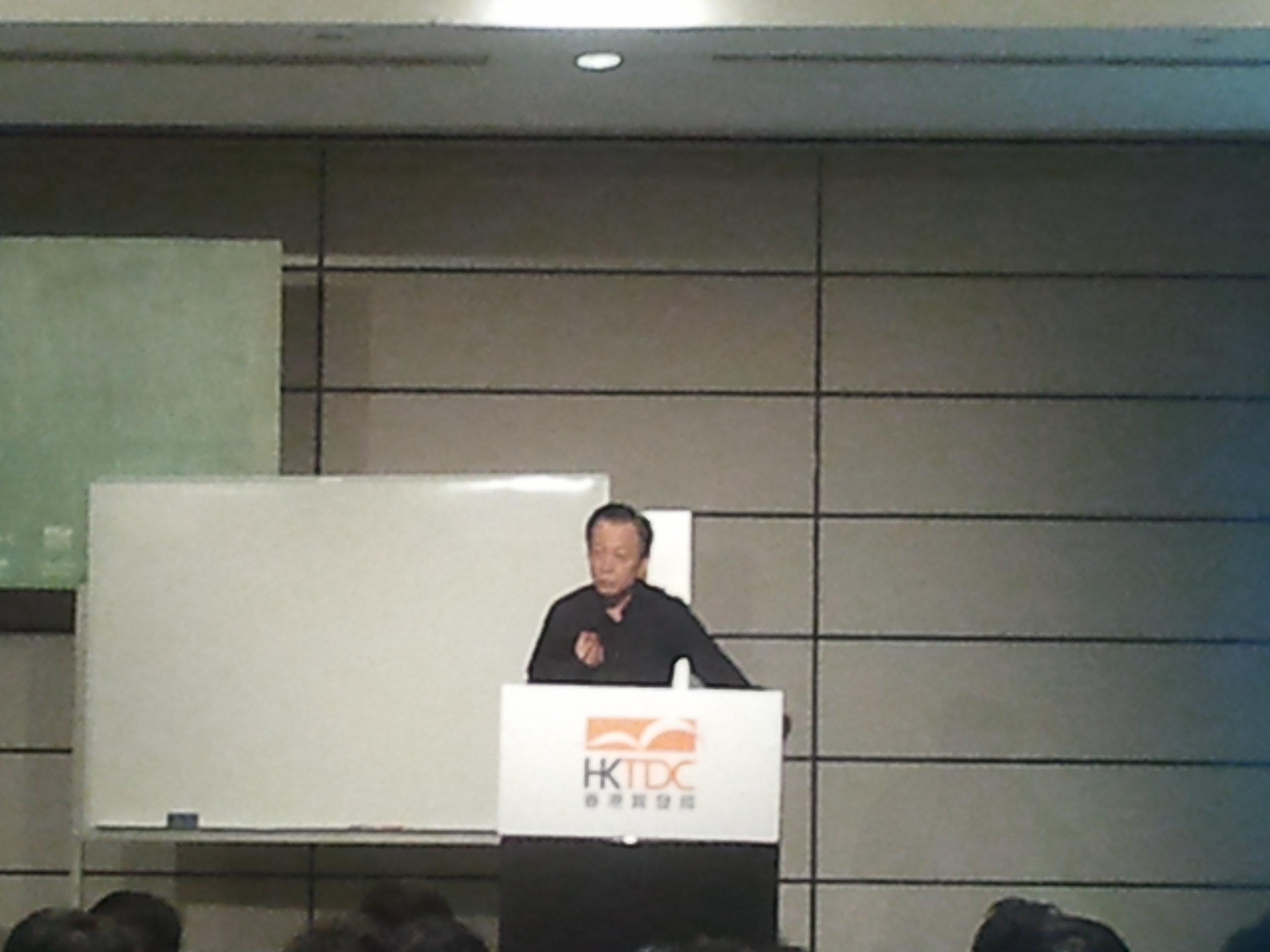
Yi Zhongtian

Yi Zhongtian (chinesisch 易中天, * 1947 in der Provinz Hunan) ist Historiker und Professor am geisteswissenschaftlichen Institut der Universität Xiamen.

## Leben
In China wurde Yi Zhongtian durch seinen Lecture Room (百家讲坛) im chinesischen Staatsfernsehen China Central Television (CCTV) bekannt. In historischen TV-Serien wie Die 100 philosophischen Schulen oder Yi Zhongtian kommentiert die Drei Reiche bringt er seit 2005 auf unterhaltsame Art und Weise alte chinesische Geschichte einem breiten Publikum nahe. Während auch seine Bücher – etwa die Plauderei über die Chinesen oder Notizen über historische Persönlichkeiten – reißenden Absatz finden, wird dem Professor und TV-Star aus akademischen Kreisen schon mal vorgeworfen, er „vulgarisiere“ die Geschichte.